# Saison 1 de Raising Hope
Chronologie
Saison 2
Cet article présente les vingt-deux épisodes de la première saison de la série télévisée américaine Raising Hope.

## Diffusion francophone
- En France, la première saison est diffusée :
  - du 15 juillet 2011[1] au 19 août 2011 sur Canal+ Family.
  - du 26 mars 2013[2] au 9 avril 2013 sur 6ter (épisodes 1 à 17)[3].
  - du 12 juillet 2014[4] au 9 août 2014 (épisodes 1 à 20)[5] ainsi que le 17 mars 2015 (épisodes 21 et 22) sur M6[6].

## Synopsis
Jimmy Chance, 23 ans, habite chez ses parents, Virginia et Burt, et vit de petits boulots. Sa vie change littéralement lorsqu'il se retrouve contraint d'élever sa fille Hope, âgée de quelques mois et fruit d'une aventure d'une nuit avec une tueuse en série condamnée à mort et exécutée.

## Distribution

### Acteurs principaux
- Lucas Neff (VF : Alexandre Gillet) : James « Jimmy » Chance
- Martha Plimpton (VF : Élisabeth Fargeot) : Virginia Chance
- Garret Dillahunt (VF : Vincent Ropion) : Burt Chance
- Shannon Woodward (VF : Hélène Bizot) : Sabrina Collins
- Baylie et Rylie Cregut : Hope Chance (née Princesse Beyonce Chance-Carlyle)

### Acteurs récurrents
- Cloris Leachman (VF : Michelle Bardollet) : Barbara June Thompson « Maw Maw », arrière-arrière-grand-mère de Hope, arrière-grand-mère de Jimmy, et grand-mère de Virginia
- Bijou Phillips (VF : Olivia Luccioni) : Lucy Carlyle (épisodes 1 et 6)
- Kate Micucci (VF : Barbara Beretta) : Shelley[7]
- Gregg Binkley (VF : Philippe Siboulet) : Barney, manager de l’épicerie Howdy's
- Ray Santiago (VF : Fabrice Fara) : Javier
- Jermaine Williams (en) (VF : Ibrhaim Koma) : Marcus

### Invités
- Skyler Stone (en) (VF : Ludovic Baugin) : Mike Chance (épisodes 1 et 16)
- Ryan Doom (VF : Michaël Aragones) : Wyatt (épisodes 2, 3, 5 et 18)
- Richard Hilton (VF : Michel Voletti) : Blake (épisode 7)
- Todd Sherry (VF : Adrien Solis) : Nick Darrow (épisode 8)
- Greg Germann (VF : Pierre Tessier) : Dale Carlyle (épisode 9)
- Valerie Mahaffey (VF : Brigitte Aubry) : Margine Carlyle (épisode 9)
- Jason Lee (VF : Emmanuel Gradi) : Smokey Floyd[8] (épisode 10)
- Jonathan Slavin (en) (VF : Vincent de Bouard) : Arthur (épisode 11)
- Phill Lewis (VF : Laurent Morteau) : Donovan (épisodes 12 et 19)
- Brandon T. Jackson : Justin (épisode 12)
- Amy Sedaris (VF : Patricia Legrand) : Delilah (épisode 14)
- Eddie Steeples (VF : Jean-Christophe Clément) : Tyler, the Gas Man[9] (épisode 15)
- Mary Lynn Rajskub : Tanya[10] (épisode 16)
- Malcolm Barrett (VF : Jean-Baptiste Anoumon) : Lamar (épisodes 21 et 22)
- Ethan Suplee (VF : Olivier Cordina) : Andrew[11] (épisode 21)
- Jaime Pressly (VF : Valérie Nosrée) : Donna[11] (épisode 21)

## Liste des épisodes

### Épisode 1:Une grosse surprise
- États-Unis : 21 septembre 2010 sur Fox
- Suisse : 10 avril 2011 sur TSR1[12]
- France : 
  - 15 juillet 2011 sur Canal+ Family[13],[14]
  - 26 mars 2013 sur 6ter[15]
  - 12 juillet 2014 sur M6[16]
- Belgique : 8 septembre 2012 sur RTL TVI

- Bijou Phillips (Lucy Carlyle)
- Skyler Stone (Mike)
- Jonathan Kite (homme)
- Ben Begley (reporter)
- Juan Pope (policier)
- Alycia Cooper (Dana)
- Sam McMurray (Warden)
- Kelly Heyer (Virginia adolescente)
- Cameron Moulene (Burt adolescent)
- Mike Avery (Cart Pusher)
- Gregg Binkley (Barney)

### Épisode 2:Les Suppôts de sa dent
- États-Unis : 28 septembre 2010 sur Fox
- Suisse : 17 avril 2011 sur TSR1[18]
- France : 
  - 15 juillet 2011 sur Canal+ Family[14]
  - 26 mars 2013 sur 6ter
  - 12 juillet 2014 sur M6
- Belgique : 15 septembre 2012 sur RTL TVI

- Kelly Heyer (Virginia adolescente)
- Cameron Moulene (Burt adolescent)
- Jermaine Williams (Marcus)
- Ray Santiago (Javier)
- Trace Garcia (Jimmy, 3 ans)
- Kate Micucci (Shelley)
- Ryan Doom (Wyatt)
- Gregg Binkley (Barney)

### Épisode 3:La Tête dans les nuages
- États-Unis : 5 octobre 2010 sur Fox
- Suisse : 24 avril 2011 sur TSR1[20]
- France : 
  - 15 juillet 2011 sur Canal+ Family[14]
  - 26 mars 2013 sur 6ter
  - 12 juillet 2014 sur M6
- Belgique : 22 septembre 2012 sur RTL TVI

- Kelly Heyer (Virginia adolescente)
- Cameron Moulene (Burt adolescent)
- Trace Garcia (Jimmy, 3 ans)
- Ryan Doom (Wyatt)
- Mason Cook (Jimmy, 8 ans)
- Al Jones (Stunt Driver)

### Épisode 4:La Photophobie
- États-Unis : 12 octobre 2010 sur Fox
- Suisse : 1er mai 2011 sur TSR1[22]
- France : 
  - 15 juillet 2011 sur Canal+ Family[14]
  - 26 mars 2013 sur 6ter
  - 12 juillet 2014 sur M6
- Belgique : 29 septembre 2012 sur RTL TVI

- Kelly Heyer (Virginia adolescente)
- Cameron Moulene (Burt adolescent)
- Trace Garcia (Jimmy, 3 ans)
- Mason Cook (Jimmy, 8 ans)

### Épisode 5:Papa fais-moi peur!
- États-Unis : 26 octobre 2010 sur Fox
- Suisse : 1er mai 2011 sur TSR1[22]
- France :
  - 22 juillet 2011 sur Canal+ Family[14]
  - 26 mars 2013 sur 6ter
  - 19 juillet 2014 sur M6
- Belgique : 6 octobre 2012 sur RTL TVI

- Kelly Heyer (Virginia adolescente)
- Cameron Moulene (Burt adolescent)
- Trace Garcia (Jimmy, 3 ans)
- Ray Santiago (Javier)
- Jermaine Williams (Marcus)
- Ryan Doom (Wyatt)
- Gregg Binkley (Barney)

### Épisode 6:Bobards en barre
- États-Unis : 26 octobre 2010 sur Fox
- Suisse : 15 mai 2011 sur TSR1[25]
- France :
  - 22 juillet 2011 sur Canal+ Family[14]
  - 26 mars 2013 sur 6ter
  - 19 juillet 2014 sur M6
- Belgique : 13 octobre 2012 sur RTL TVI

- Bijou Phillips (Lucy Carlyle)
- Linda Gehringer (Louise)
- E.J. Callahan (Vandy)
- Niko Posey (Crystal)

### Épisode 7:Assurances tous risques
- États-Unis : 9 novembre 2010 sur Fox
- Suisse : 5 juin 2011 sur TSR1[26]
- France :
  - 22 juillet 2011 sur Canal+ Family[14]
  - 2 avril 2013 sur 6ter
  - 19 juillet 2014 sur M6
- Belgique : 20 octobre 2012 sur RTL TVI

- Gregg Binkley (Barney)
- Cameron Moulene (Burt adolescent)
- Kelly Heyer (Virginia adolescente)
- Raymond Ma (Green Thumb)
- Josh Wolf (Josh)
- Trace Garcia (Jimmy, 3 ans)

### Épisode 8:La Tache bleue
- États-Unis : 16 novembre 2010 sur Fox
- Suisse : 5 juin 2011 sur TSR1[26]
- France :
  - 22 juillet 2011 sur Canal+ Family[14]
  - 2 avril 2013 sur 6ter
  - 19 juillet 2014 sur M6
- Belgique : 27 octobre 2012 sur RTL TVI

- Kate Micucci (Shelley)
- Lou Wagner (Wally Phipps)
- Larry Clarke (Bob Mellman)
- Alison White (Rita Mellman)
- Cesili Williams (Andrea O'Donnell)
- Todd Sherry (Nick Darrow)
- Todd Giebenhain (Frank)
- Dan Coscino (Dancin' Dan)

### Épisode 9:Une famille complètement dinde
- États-Unis : 23 novembre 2010 sur Fox
- Suisse : 12 juin 2011 sur TSR1[29]
- France :
  - 29 juillet 2011 sur Canal+ Family[14]
  - 2 avril 2013 sur 6ter
  - 26 juillet 2014 sur M6
- Belgique : 17 novembre 2012 sur RTL TVI

- Kate Micucci (Shelley)
- Greg Germann (Dale Carlyle)
- Valerie Mahaffey (Margine Carlyle)
- Gregg Binkley (Barney)
- Jermaine Williams (Marcus)
- Ray Santiago (Javier)

### Épisode 10:Le Guitar héros
- États-Unis : 30 novembre 2010 sur Fox
- Suisse : 12 juin 2011 sur TSR1[29]
- France :
  - 29 juillet 2011 sur Canal+ Family[14]
  - 2 avril 2013 sur 6ter
  - 26 juillet 2014 sur M6
- Belgique : 24 novembre 2012 sur RTL TVI

- Jason Lee (Smokey Floyd)
- Gregg Binkley (Barney)
- Cameron Moulene (Burt adolescent)
- Kelly Heyer (Virginia adolescente)
- Steve Edwards (lui-même)
- Jace Alexander (client #1)
- Carlease Burke (client #2)
- Andy Rolfes (Man with Clipboard)
- Carson Higgins (Skateboarder #1)
- Maynor Alvarado (Skateboarder #2)

### Épisode 11:Toy Story
- États-Unis : 7 décembre 2010 sur Fox
- Suisse : 19 juin 2011 sur TSR1[32]
- France :
  - 29 juillet 2011 sur Canal+ Family[14]
  - 2 avril 2013 sur 6ter
  - 26 juillet 2014 sur M6
- Belgique : 1er décembre 2012 sur RTL TVI

- Gregg Binkley (Barney)
- Cameron Moulene (Burt adolescent)
- Jennifer Irwin (Kate)
- Trace Garcia (Jimmy, 3 ans)
- Jake Stirzel (Jimmy, 10 ans)
- Marcus Folmar (papa #1)
- Armando Ortega (papa #2)
- Armando Cosio (papa #4)
- Jonathan Slavin (en) (Arthur)
- Karen Maruyama (Mrs. Hwong)
- Ogy Durham (Reporter)
- Bonnie Hellman (Church Member)

### Épisode 12:Deux Types amis amis
- États-Unis : 8 février 2011 sur Fox
- Suisse : 19 juin 2011 sur TSR1[32]
- France :
  - 29 juillet 2011 sur Canal+ Family[14]
  - 2 avril 2013 sur 6ter
  - 26 juillet 2014 sur M6
- Belgique : 8 décembre 2012 sur RTL TVI

- Justin Sundquist (doublure de Jimmy)
- Kelly Heyer (Virginia adolescente)
- Cameron Moulene (Burt adolescent)
- Brandon T. Jackson (Justin)
- C.J. Stuart (doublure de Justin)
- Tichina Arnold (Sylvia)
- Phill Lewis (Donovan)
- Augusta Mariano (adolescente)
- Tonita Castro (Carmela)
- Carla Jimenez (Rosa)

### Épisode 13:C'est du propre!
- États-Unis : 15 février 2011 sur Fox
- Suisse : 3 juillet 2011 sur TSR1[35]
- France :
  - 5 août 2011 sur Canal+ Family[14]
  - 9 avril 2013 sur 6ter
  - 2 août 2014 sur M6
- Belgique : 15 décembre 2012 sur RTL TVI

- Desiree Cooper (Virginia enfant)
- Terrence Beasor (Paw Paw)

### Épisode 14:À quel sein se vouer?
- États-Unis : 22 février 2011 sur Fox
- Suisse : 3 juillet 2011 sur TSR1[35]
- France :
  - 5 août 2011 sur Canal+ Family[14]
  - 9 avril 2013 sur 6ter
  - 2 août 2014 sur M6
- Belgique : 22 décembre 2012 sur RTL TVI

- Amy Sedaris (Delilah)
- Cameron Moulène (Burt ado)
- Kelly Heyer (Virginia ado)
- Laura Avey (Delilah ado)
- Todd Giebenhain (Frank)

### Épisode 15:Couic-Couic
- États-Unis : 1er mars 2011 sur Fox
- Suisse : 17 juillet 2011 sur TSR1[38]
- France :
  - 5 août 2011 sur Canal+ Family[14]
  - 9 avril 2013 sur 6ter
  - 2 août 2014 sur M6
- Belgique : 29 décembre 2012 sur RTL TVI

- Trace Garcia (Jimmy, 3 ans)
- Eddie Steeples (Tyler the Gas Man)
- Sam McMurray (Dr Burwitz)
- Leslie Thurston (infirmière)
- Jake Stirzel (Jimmy, 10 ans)

### Épisode 16:Cinq à secte
- États-Unis : 8 mars 2011 sur Fox
- Suisse : 24 juillet 2011 sur TSR1[40]
- France : 
  - 5 août 2011 sur Canal+ Family[14]
  - 9 avril 2013 sur 6ter
  - 2 août 2014 sur M6
- Belgique : 5 janvier 2013 sur RTL TVI

- Mary Lynn Rajskub (Tanya)
- J. K. Simmons (Bruce)
- Paul F. Tompkins (Jeff)
- Skyler Stone (Mike)
- Kent Avenido (Chester)
- Christopher Frontiero (Rodney)

### Épisode 17:Mangoustes!
- États-Unis : 15 mars 2011 sur Fox
- Suisse : 31 juillet 2011 sur TSR1[42]
- France :
  - 12 août 2011 sur Canal+ Family[14]
  - 9 avril 2013 sur 6ter[3]
  - 9 août 2014 sur M6
- Belgique : 5 janvier 2013 sur RTL TVI

- Kate Micucci (Shelley)
- Gregg Binkley (Barney)
- Lou Wagner (Wally Phipps)
- Todd Giebenhain (Frank)
- Karen McClain (Natalie)
- Richard Doyle (narrateur)

### Épisode 18:Trompe-moi si tu peux
- États-Unis : 19 avril 2011 sur Fox
- Suisse : 7 août 2011 sur TSR1[44]
- France :
  - 12 août 2011 sur Canal+ Family[14]
  - 9 août 2014 sur M6
- Belgique : 12 janvier 2013 sur RTL TVI

- Kate Micucci (Shelley)
- Todd Giebenhain (Frank)
- Ryan Doom (Wyatt)
- Jerry Van Dyke (Mel)
- Kaitlyn Black (Zoe)
- Carla Jimenez (Rosa)
- Kiyoko Yamaguchi (Dayoung Yun)
- Earl Schuman (Old Man)

### Épisode 19:Trip au thé
- États-Unis : 26 avril 2011 sur Fox
- Suisse : 7 août 2011 sur TSR1[44]
- France :
  - 12 août 2011 sur Canal+ Family[14]
  - 9 août 2014 sur M6
- Belgique : 12 janvier 2013 sur RTL TVI

- Trace Garcia (Jimmy, 3 ans)
- Gregg Binkley (Barney)
- Colin Follenweider (doublure de Barney)
- Kaitlyn Black (Zoe)
- Tichina Arnold (Sylvia)
- Phill Lewis (Donovan)
- Todd Giebenhain (Frank)
- Carla Jimenez (Rosa)
- Federico Dordei (Alejandro)
- Abdul Goznobi (Mr. Singh)
- Rob McCabe (voisin)
- Doug Wax (Missionary)

### Épisode 20:Pour un flirt…
- États-Unis : 3 mai 2011 sur Fox
- Suisse : 14 août 2011 sur TSR1[47]
- France : 
  - 19 août 2011 sur Canal+ Family[14]
  - 9 août 2014 sur M6
- Belgique : 19 janvier 2013 sur RTL TVI

- Gregg Binkley (Barney)
- Todd Giebenhain (Frank)
- Tichina Arnold (Sylvia)
- J. P. Manoux (Gary)
- Kerri Kenney-Silver (Gwen)
- Terence Bernie Hines (facteur)

### Épisode 21:Radio ragots
- États-Unis : 10 mai 2011 sur Fox
- France : 
  - 19 août 2011 sur Canal+ Family[14]
  - 17 mars 2015 sur M6
- Suisse : 21 août 2011 sur TSR1[49] (première diffusion)
- Belgique : 19 janvier 2013 sur RTL TVI

- Gregg Binkley (Barney)
- Kate Micucci (Shelley)
- Ethan Suplee (Andrew)
- Jaime Pressly (Donna)
- Malcolm Barrett (Lamar)
- Todd Giebenhain (Frank)

### Épisode 22:La Folle Histoire des Chance
- États-Unis : 17 mai 2011 sur Fox[51]
- France : 
  - 19 août 2011 sur Canal+ Family[14]
  - 17 mars 2015 sur M6
- Suisse : 21 août 2011 sur TSR1[49]
- Belgique : 26 janvier 2013 sur RTL TVI

- Gregg Binkley (Barney)
- Kate Micucci (Shelley)
- Malcolm Barrett (Lamar)
- Todd Giebenhain (Frank)
- Bijou Phillips (Lucy Carlyle)
- Skyler Stone (Mike Chance)
- Danny Masterson (le petit ami de Lucy)